# Stephan Elliott
Stephan Elliott (Sídney, 27 de septiembre de 1964) es un director de cine y guionista australiano. Su película más conocida es Las aventuras de Priscilla, reina del desierto (1994).

## Biografía
Stephan Elliott nació en Sídney el 27 de agosto de 1964. Tras pasar por muchos rodajes como director ayudante, en 1994 rodó su primer éxito comercial. En enero de 2012 presentó la gala inaugural de los premios AACTA en Sídney. Está casado con su socio, Wil Bevolley, con el que mantiene una relación desde finales de 1980. Celebraron su enlace civil en Londres en 2008.

## Carrera

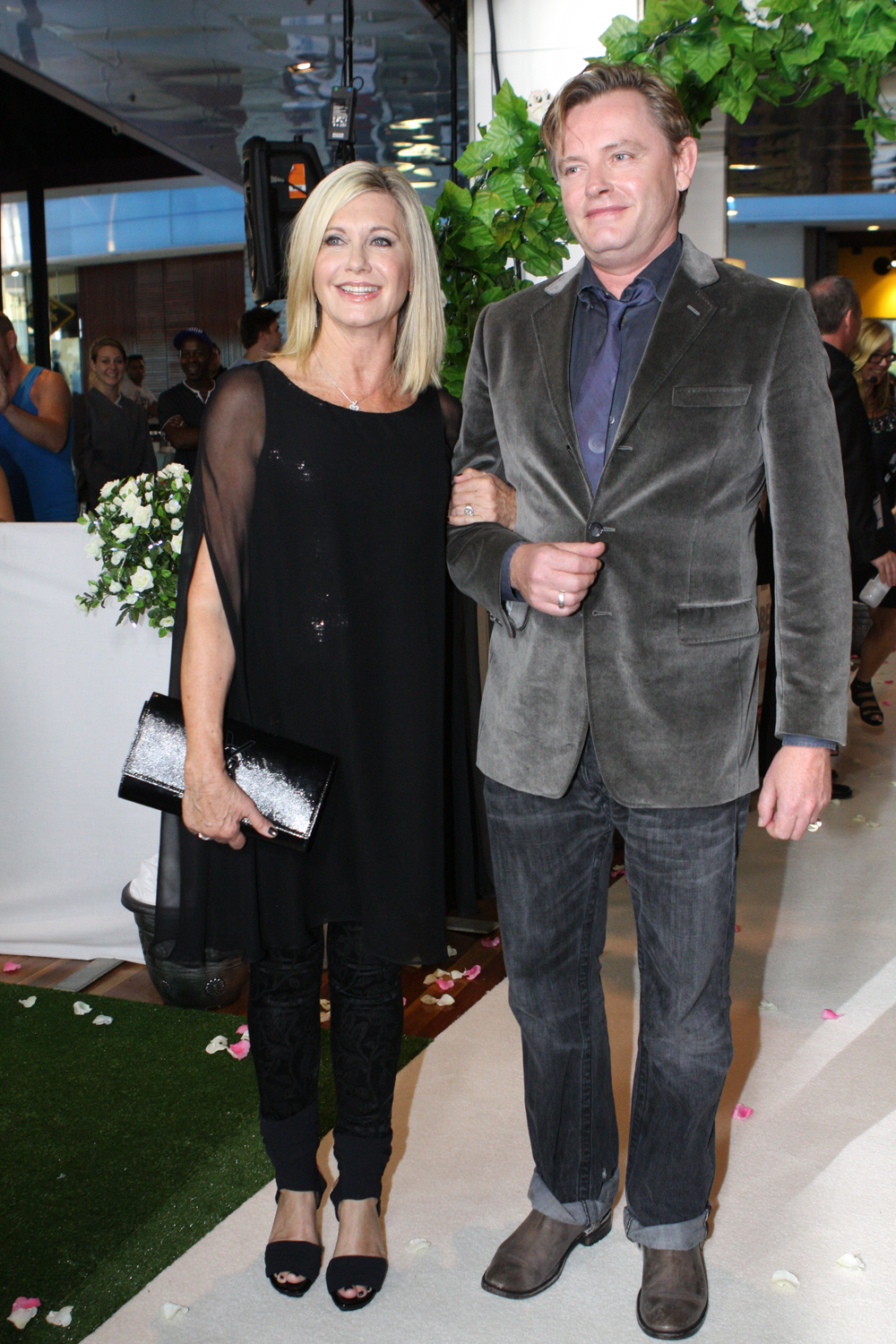
Olivia Newton-John y Stephan Elliott en 2012

Elliott empezó su carrera como director ayudante, en el boom de la industria del cine australiana, en la década de 1980. Sus dos primeros largometrajes, Fraudes (protagonizado por el músico Phil Collins) y Las aventuras de Priscilla, reina del desierto, junto con otras películas menores, como Rápidos y El Acuerdo, fueron producidas por Rebel Penfold-Russell's Australian y Latent Image Productions.
Fraudes, Las aventuras de Priscilla, reina del desierto y Bienvenido a Woop Woop fueron seleccionadas para el Festival de Cannes. Con "Priscilla" ganaría el Premio del público, así como un Óscar al mejor diseño de vestuario, entre otros premios menores. Durante la temporada 1982/83, Stephan Elliott y Troya Tempest presentaron el espectáculo Blues Brothers, cada noche de viernes, en el teatro Cremorne Orpheum.
En 2004, Elliott estuvo implicado en un accidente de tráfico, que le llevó varios meses hospitalizado. En 2007 Elliott trabajó con Fred Nassiri para crear vídeos musicales de gran calidad. Vendidos en 15 países, la serie "Love Sees No Colour" aspiraba a extender un mensaje de paz y amor.
Su película Virtud fácil fue escrita en colaboración con Sheridan Jobbins, y está basada en la vida del actor Noël Coward. Protagoniza por Colin Firth, Kristin Scott Thomas, Jessica Biel y Ben Barnes, está producida por Barnaby Thompson para los Estudios Ealing de Reino Unido. Fue presentada en el Festival de cine de Toronto en septiembre de 2008. También se presentó en el Festival de cine de Río de Janeiro, el Festival de cine de Roma y, con gran éxito, en el Festival de cine de Londres.
Su última película, A Few Best Men, protagonizada por Xavier Samuel y Olivia Newton-John, fue estrenada en 2012. En 2014 colaboró con la película Rio, Eu Te Amo, obra dedicada a la ciudad de Río de Janeiro.
Además ha colaborado con el guion para el musical 'Priscilla', que se presentó en 2007 en el teatro de Sídney y más tarde en Melbourne y Auckland.

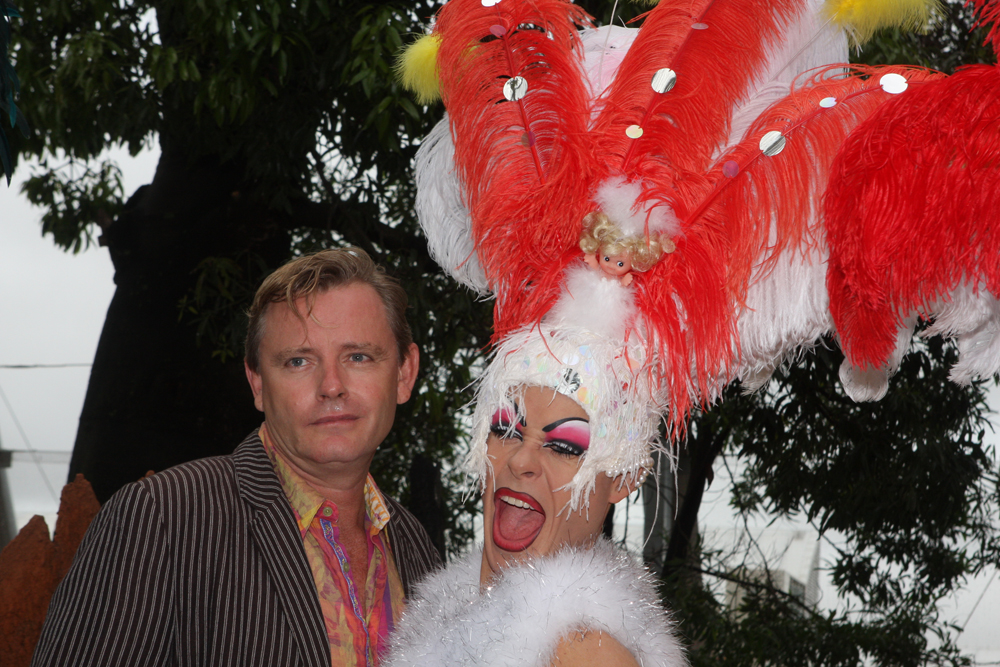
El director de cine, Stephan Elliott, en 2007.

## Filmografía
- Fraudes (1993)
- Las aventuras de Priscilla, reina del desierto (1994)
- Bienvenido a Woop Woop (1997)
- Ojo del Beholder (1999)
- Virtud fácil (2008)
- Una familia con clase (2009)
- A Few Best Men (2011)
- Rio, Eu Te Amo (2014)
- Swinging Safari (2018)